# Chodżamaston
Chodżamaston (tadż.: Ходжамастон) – miejscowość w Tadżykistanie, w wilajecie chatlońskim. Według danych szacunkowych na rok 2007 liczy 10 104 mieszkańców.